# 家入一真
家入 一真（いえいり かずま、1978年〈昭和53年〉12月28日 - ）は、アメリカのForbes誌が選定した「日本を代表する連続起業家（シリアル・アントレプレナー）」、実業家、投資家。GMOペパボ、CAMPFIREの創業者、元代表取締役社長。NOW VC共同創業者、CEO。軽井沢在住。親鸞に傾倒し、浄土真宗で得度している。

## 来歴
中学2年時にいじめを原因にひきこもりとなり、大学入学資格検定に合格し地元の美術大学にも合格するものの通わなかった。芸大美大受験の予備校である美術研究所画塾卒業。
デザイン会社に入社。在職中にウェブサイトのデザインに興味を持ち、ウェブデザインの技術的知識を身に付けようとコンピュータのシステム会社に転職し技術を習得する。その後、株式会社paperboy&co.を創業、29歳の時にジャスダック市場へ最年少で上場した。
現在は、株式会社paperboy&co.を退任し、シリアルアントレプレナー（連続起業家）として、クラウドファンディングサイトを運営している「株式会社CAMPFIRE」代表取締役。株式会社ScareCrow（現株式会社playwith partners）代表取締役、株式会社イケニエ東京（現株式会社キメラ）代表取締役、株式会社アマゾナスヴィダ代表取締役、株式会社partyfactory代表取締役、株式会社onelife代表取締役、株式会社FIREX代表取締役、株式会社CAMPFIRE SOCIAL CAPITAL代表取締役、Founder Foundy株式会社（現NOW株式会社）代表取締役、株式会社エクソダス代表取締役、スマートEC運営「BASE株式会社」共同創業取締役。カフェプロデュース・運営「partycompany Inc.」代表取締役。スタートアップベンチャー投資「NOW」代表取締役など、さまざまな業種のベンチャー企業に参画している。
「現代の若者たちの駆け込み寺」（シェアハウス）として「[[リバ邸]]」を全国に作るなど、リアルやネットを問わず、カフェやウェブサービスなど人の集まる場を創っている。
2014年に都知事選に出馬するも落選。政治団体「インターネッ党」を立ち上げ、政治活動を始めたが2016年7月29日現在活動を停止している。

## 略歴
- 2001年10月23日 - 合資会社マダメ企画を資本金30万円で設立
- 2003年1月10日 - 有限会社paperboy&co.を出資金300万円で設立し、合資会社マダメ企画の事業を継承
- 2004年3月2日 - GMO（現・GMOインターネット）を対象として第三者割当増資、同社の連結子会社へ。株式会社paperboy&co.（ペーパーボーイアンドコー、paperboy&co., Inc.）（現GMOペパボ)へ組織変更。
- 2007年9月11日 - 第5回Webクリエーション・アウォード Web人賞受賞
- 2008年12月19日 - 株式会社paperboy&co.がジャスダックに上場
- 2009年3月25日 - 株式会社paperboy&co.代表取締役社長を退任、同社代表取締役CCOに就任
- 2010年
  - 3月23日 - 株式会社paperboy&co.代表取締役CCOを退任、同社取締役（非常勤）に就任。
  - 4月15日 - 株式会社パーティカンパニーを設立し、同社代表取締役に就任。
  - 7月 - 渋谷区渋谷にカフェ「オンザコーナー」をオープン
- 2011年1月12日 - キャンプファイヤーを運営する株式会社ハイパーインターネッツ（現・CAMPFIRE）を設立し、代表取締役に就任（現職）。
- 2012年
  - 1月 - 株式会社パーティファクトリーを設立し、代表取締役に就任。
  - 5月 - Livertyを設立し、代表に就任。現代の駆け込み寺シェアハウス「リバ邸」をオープン。
  - 8月 - creww株式会社を設立し、共同創業取締役に就任。
  - 12月 - BASE株式会社を設立し、共同創業取締役に就任（現職）。
- 2014年
  - 2月9日 - 東京都知事選挙で16候補者中5位の得票数で落選[11]。
  - 2月10日 -　政治団体「インターネッ党」を設立[12]。
- 2015年
  - 1月 - 株式会社XIMERAを設立し、代表取締役に就任（現職）。
- 2016年
  - 2月 - 株式会社CAMPFIRE代表取締役に就任。
- 2018年
  - 6月 - シードラウンド向けベンチャーキャピタル「NOW」設立。第一号として、最大50億円規模のファンド組成へ。
- 2019年
  - 10月25日 - BASE株式会社がマザーズに上場[13]。
- 2020年
  - 11月25日 - Forbes 日本の起業家ランキング 第3位受賞[14]。

## 人物
前妻はエッセイストの紫原明子。一男一女がいる。紫原とはインターネットのコミュニティサイトで知り合いメールを通して交際を始めた。その後、彼女の高校卒業と同時に同棲を始め、家入が22歳、彼女が18歳の時に結婚し、のちに離婚。
2016年4月28日に元DJ・サオリリスとの間に子供を授かり、2016年5月23日に結婚。
個人的に「ブクログ」などのアプリの開発も行っており、これらが話題になることも多い（2009年10月8日よりpaperboy&co.の正式な運営サービスとなっている。）。

## studygift
studygiftは、学生を支援するために、2012年5月に設立されたプロジェクト。理念は「従来の"どんな人にいくら渡るのか解りにくい寄付"では無く、"この人に共感するから支援"を実現すべくオープンした学費支援プラットフォーム」。『Livertyプロジェクト』によるクラウドファンディング型学費支援プラットフォーム『studygift（スタディギフト）』を、ブロガーのヨシナガと共同で立ち上げた。

### 炎上後の運営
studygiftは、改善点を生かし、支援を受けたい学生はまずエントリーシートを送付し、その後「トラ選考」という名の面接を通過して、はじめてstudygift掲載となる、という形にリニューアルされ運営されていたた。選考フローや財務面についても説明を行った。その後同サイトは閉鎖。
2019年には「studygiftの再挑戦」「studygift 2.0」として株式会社Crono取締役就任を表明している。

## 政治活動

### 2014年東京都知事選挙

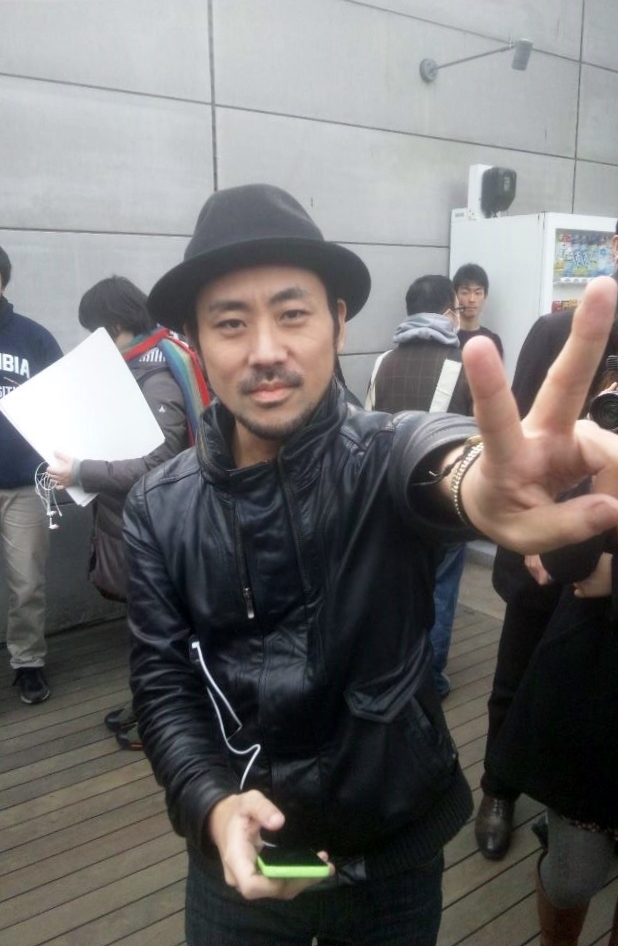
Kazuma Ieiri campaigning in Tokyo, January 2014

2014年2月9日投開票の2014年東京都知事選挙に立候補。従来の選挙とは異なるインターネット選挙に取り組み、都知事選の供託金300万円をクラウドファンディングで集めた（最終的に集まった額は、7,447,500円）。当初は街頭演説を行わず、選挙事務所も持たず、ツイキャスなどによるネット演説を多用し、政策のすべてをTwitterで公募した。選挙事務所は途中で構え、街頭にも立ったが、ネット中心の活動を街頭にも広げた形だった。結果は88,936票を獲得するも16人中5位で落選した。

### インターネッ党
2014年2月10日、新しい政治団体「インターネッ党」を立ち上げることを表明した。2020年までに、東京23区の全ての区長選挙に候補者を擁立することを目指していたが一人も候補者を立てることなく活動を停止している。賛同者には、実業家の堀江貴文、「ロンドンブーツ1号2号」の田村淳、ジャーナリストの堀潤、安藤美冬、評論家の宇野常寛が、名を連ねている。

## 主な出演作品
- 新世代が解く!ニッポンのジレンマ （2014年1月1日、NHK Eテレ）
- ワールドビジネスサテライト（テレビ東京）
- NEWS23（TBS）

## 受賞歴
- 2007年 第5回Webクリエーション・アウォード Web人賞[25]。
- 2007年 第1回アソシエイトコンテスト ベストアソシエイト大賞 （WEB本棚サービス「ブクログ」）[26]。
- 2020年 Forbes日本の起業家ランキング2020 第3位[27]。

## 著書
- 『こんな僕でも社長になれた』（ワニブックス、2007年 新装版（イースト・プレス、2012年
- 『もっと自由に働きたい= Live in liberty とことん自分に正直に生きろ。（U25シリーズ）』（ディスカヴァー・トゥエンティワン、2012年
- 『お金が教えてくれること マイクロ起業で自由に生きる』大和書房 2013
- 『15歳から、社長になれる。 ぼくらの時代の起業入門 (よりみちパン! セ)』（イースト・プレス、2013年） ISBN 4781690610
- 『バカ、アホ、ドジ、マヌケの成功者』（サンクチュアリ・パブリッシング、2013年） ISBN 4861133718
- 『世界が変わる時、変えるのは僕らの世代でありたい。』NORTH VILLAGE 2014
- 『ぼくらの未来のつくりかた』双葉社 2014
- 『我が逃走』（平凡社、2015年5月） ISBN 4582824773
- 『さよならインターネット まもなく消えるその「輪郭」について』中公新書ラクレ 2016
- 『なめらかなお金がめぐる社会。あるいは、なぜあなたは小さな経済圏で生きるべきなのか、ということ。』ディスカヴァー・トゥエンティワン 2017

### 共著
- 『ぜんぜん気にしない技術』森田正康共著（クロスメディア・パブリッシング、2013年12月） ISBN 484437334X
- 『絶望手帖』発案 絶望名言委員会編集 青幻舎 2016